# Jiangsu ECE Volleyball
Jiangsu ECE Volleyball (chiń. 江苏华东有色女子排球队; pinyin Jiāngsū Huádōng Yǒusè Nǚzǐ Páiqiúduì) – żeński klub piłki siatkowej z Chin. Swoją siedzibę ma w Jiangsu.

## Sukcesy
Mistrzostwo Chin:
- 2017
- 1997, 1998, 2000, 2016, 2021, 2022
- 2007, 2009, 2015, 2018, 2024[1]

Klubowe Mistrzostwa Azji:
- 2018